# Hipoteza dewiacji
Hipoteza dewiacji (znana też jako: hipoteza dewiacyjna, hipoteza Berga) – postulowane przez Irwina A. Berga założenie na temat atreściowego charakteru dewiacji przejawianej w odpowiedziach na pytania kwestionariusza psychologicznego.

## Założenia
Zgodnie z hipotezą dewiacji, treść pozycji używanych w kwestionariuszach służących do diagnozy zaburzeń osobowości jest nieistotna, ponieważ dewiacyjne wzorce odpowiedzi mają charakter uogólniony. Co za tym idzie, osoby istotnie różniące się od populacji odbiegają od normy we wszystkich obszarach zachowania, zarówno krytycznych, uważanych za symptomy zaburzenia, jak i neutralnych i treściowo niepowiązanych z patologią.

## Kontrowersje
Skrajnie empiryczne podejście do tworzenia kwestionariuszy reprezentowane przez Berga wzbudziło wiele kontrowersji w środowisku naukowym. W 1963 r. Warren T. Norman przeprowadził badania mające na celu porównanie mocy dyskryminacyjnej trzech typów bodźców o różnym stopniu powiązania z kryterium. Ich wyniki podważyły założenia hipotezy dewiacyjnej, dowodząc istotności związku treściowego pozycji z kryterium dla trafności diagnostycznej.